# Standseilbahn Kaiseringen
| Streckenlänge: | 2,4 km |                                                       |                                                       |
| |        |                                                       |                                                       |
| \| \| 0,0 \| Kaiseringen-Frohnstetten Anschluss zur Zollernalbbahn \| Kaiseringen-Frohnstetten Anschluss zur Zollernalbbahn \| \| \| \| \| \| \| \| 0,1 \| L 453 \| L 453 \| \| \| 2,4 \| Bergstation Truppenübungsplatz Heuberg \| Bergstation Truppenübungsplatz Heuberg \| \| \| 0,0 \| Bergstation Truppenübungsplatz Heuberg \| Bergstation Truppenübungsplatz Heuberg \| \| \| \| Munitionsanstalt \| \| \| \| 1,5 \| Lager Heuberg \| Lager Heuberg \| |        |                                                       |                                                       |
| Betriebs-/Güterbahnhof Streckenanfang (Strecke außer Betrieb) | 0,0    | Kaiseringen-Frohnstetten Anschluss zur Zollernalbbahn | Kaiseringen-Frohnstetten Anschluss zur Zollernalbbahn |
| |        |                                                       |                                                       |
| Brücke (Strecke außer Betrieb) | 0,1    | L 453                                                 | L 453                                                 |
| Betriebs-/Güterbahnhof Streckenende (Strecke außer Betrieb) | 2,4    | Bergstation Truppenübungsplatz Heuberg                | Bergstation Truppenübungsplatz Heuberg                |
| Betriebs-/Güterbahnhof Streckenanfang (Strecke außer Betrieb) | 0,0    | Bergstation Truppenübungsplatz Heuberg                | Bergstation Truppenübungsplatz Heuberg                |
| Blockstelle (Strecke außer Betrieb) |        | Munitionsanstalt                                      | Munitionsanstalt                                      |
| Betriebs-/Güterbahnhof Streckenende (Strecke außer Betrieb) | 1,5    | Lager Heuberg                                         | Lager Heuberg                                         |

Die ehemalige Standseilbahn Kaiseringen führte vom Bahnhof Kaiseringen zum Truppenübungsplatz Heuberg. Die Strecke verlief auf ihrer gesamten Strecke gerade. Sie begann im Bahnhof Kaiseringen an der Zollernalbbahn, führte in Richtung Westen und stieg dabei kontinuierlich an. Gleich nach der Ausfahrt aus dem Bahnhof überquerte die Standseilbahn eine Straße, danach verlief sie in einem Felseinschnitt, kurz darauf folgte ein weiterer. Es überquerten nachfolgend mehrere Feldwege die Trasse der Bahn.

## Geschichte und Bau
Der badische Staat hatte 1910 damit begonnen, den Truppenübungsplatz Heuberg zu bauen. Im Pflichtenheft war ein Bahnanschluss vorgegeben. Vorplanungen für einen Abzweig in Württemberg von einer Verlängerung der Heubergbahn ab Meßstetten wurden verworfen (Trasse über heutige Wachshütte (48° 9′ 43,48″ N, 8° 57′ 46,09″ O)). Überlegungen für einen Militärbahnhof (48° 10′ 26,76″ N, 8° 57′ 5,18″ O) unterhalb der Außenfeuerstellung Blumersberg wurden für 8000 Goldmark detailliert ausgearbeitet.
Um den Truppenübungsplatz zu bauen und zu versorgen, wurde 1912 beschlossen, eine 2,4 km lange Standseilbahn zur Albhochfläche und anschließend auf der Ebene eine eineinhalb Kilometer lange Adhäsionsbahn zum Lager Heuberg zu bauen.
Aufgrund des Versailler Vertrags wurde das Gebiet vorerst nicht mehr militärisch genutzt und die Bahn 1921 stillgelegt. Sie wurde nicht wieder aufgebaut.

## Relikte
Das ehemalige Stationshäuschen von Kaiseringen existiert noch. Auch das westliche Widerlager der Brücke in Kaiseringen ist erhalten, ebenso zwei Felseinschnitte. Derartige Stellen sind Gegenstand der Eisenbahnarchäologie. Im folgenden Verlauf wurde die Trasse verfüllt. Mancherorts hat sich das Füllmaterial im Laufe der Zeit gesetzt und der Einschnitt kann noch erahnt werden. Die Bergstation ist nicht mehr erkennbar.